# Serge Mensink
Serge Mensink is een Nederlands acteur. Hij is bekend van onder meer VRijland, Het Diner en Nieuwe Tijden. In 2007 deed hij samen met zijn broer Dion Mensink mee aan het Junior Songfestival.
Serge heeft na Nieuwe Tijden verder geen rollen gehad. 

## Filmografie

### Film
| Jaar | Titel      | Rol    | Opmerkingen |
| ---- | ---------- | ------ | ----------- |
| 2005 | Johan      | Abe    |             |
| 2010 | Suikertrip | Oskar  | Korte film  |
| 2012 | Vattnet    | Tobias | Korte film  |
| 2013 | Het Diner  | Rick   |             |

### Televisie
| Jaar      | Titel                        | Rol               | Opmerkingen |
| --------- | ---------------------------- | ----------------- | ----------- |
| 2008      | Raaf Mixer                   | Raaf Mixer        | Hoofdrol    |
| 2010-2012 | VRijland                     | Sander Kruithof   | Hoofdrol    |
| 2011      | Seinpost Den Haag            | Tonnie van Veen   |             |
| 2014      | StartUp                      | Wesley Overtoom   |             |
| 2016-2017 | Nieuwe Tijden                | Jan Jaap de Vries |             |
| 2017      | Goede tijden, slechte tijden | Jan Jaap de Vries | Gastrol     |

## Discografie
Serge heeft een eigen album gemaakt waarop nummers staan die hij zelf heeft geschreven en gecomponeerd.
| Jaar | Album    | Nummers                             |
| ---- | -------- | ----------------------------------- |
| 2021 | Spectrum | The Danger Mad King Out of my reach |